# Lumbrineris platylobata
Lumbrineris platylobata är en ringmaskart som beskrevs av Fauchald 1970. Lumbrineris platylobata ingår i släktet Lumbrineris och familjen Lumbrineridae. Inga underarter finns listade i Catalogue of Life.